# Protocol de comunicació

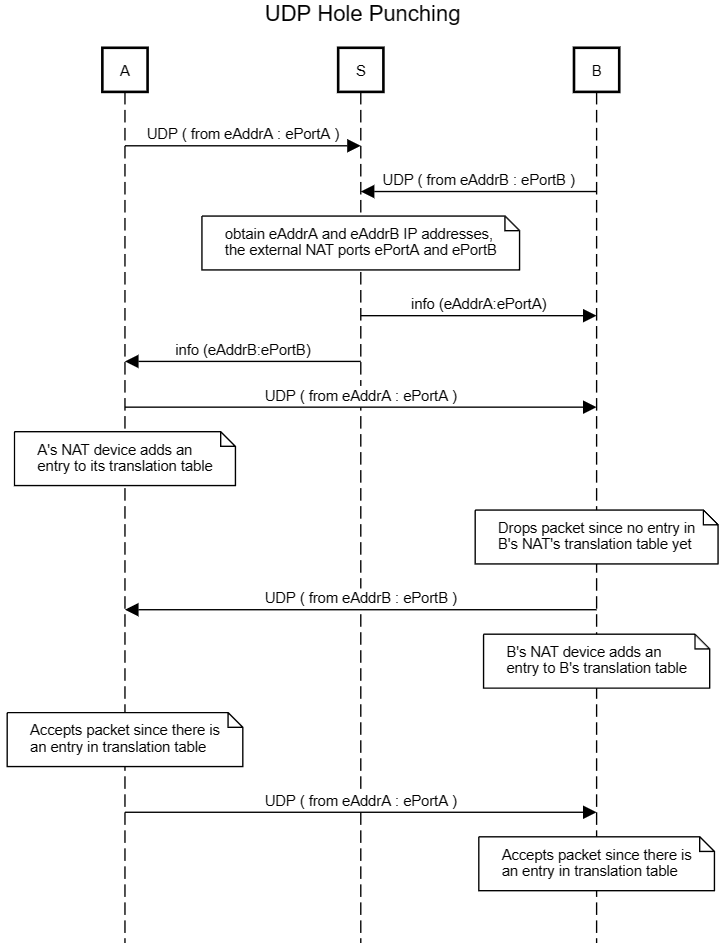
Gràfic de la seqüència de missatges deñ protocol UDP

Un protocol de comunicació és un sistema de regles que permet que dues o més entitats d'un sistema de comunicacions transmetin informació mitjançant qualsevol variació d'una magnitud física. El protocol defineix les regles, la sintaxi, la semàntica i la sincronització de la comunicació i els possibles mètodes de recuperació d'errors. Els protocols es poden implementar mitjançant maquinari, programari o una combinació d'ambdós.
Un protocol de comunicació estableix una descripció formal dels formats que han de presentar els missatges per poder ser intercanviats entre diferents equips. Poden incloure senyalització, autenticació i detecció d'errors i la capacitat de correcció. Un protocol descriu la sintaxi, la semàntica i la sincronització de la comunicació i pot ser implementat en maquinari o programari, o ambdós.
Els sistemes de comunicació utilitzen aquests formats predefinits o protocols per intercanviar missatges. Un protocol descriu tant la sintaxi i la semàntica com la sincronització de la comunicació. Un llenguatge de programació descriu el mateix per als càlculs. Es pot dir que hi ha una certa relació entre els protocols i llenguatges de programació: els protocols són per a la comunicacions el mateix que els llenguatges de programació són pels càlculs.
Els protocols estan presents en totes les etapes necessàries per establir una comunicació client-servidor entre equips, des de les etapes de més baix nivell (p. ex. la transmissió de fluxos de bits a un medi físic) fins a aquelles etapes de més alt nivell (p. ex. el compartir o transferir informació des d'una computadora a una altra dins de la xarxa).
Per cada capa o nivell existeixen un o més protocols interaccionant. Els protocols són entre parelles (peer to peer, o p2p), és a dir, un protocol d'algun nivell dialoga amb el protocol del mateix nivell en la computadora remota.

## Especificació de protocol
- Sintaxi: especifica com són i com es construeixen.
- Semàntica: Què significa cada comanda o resposta del protocol respecte als seus paràmetres/dades
- Procediments d'ús d'aquests missatges: és el que s'ha de programar realment.

## Requisits bàsics dels protocols
Els protocols especifiquen un seguit de regles per la transmissió, on s'ha de tindre en compte els següents punts.
- Format de les dades a intercanviar.
- Format de les adreces que intercanviaran.
- Assignació d'adreces.
- La ruta.
- Detecció d'errors en la transmissió.
- Temps d'espera per a paquets perduts.
- La direcció del flux d'informació.
- El control de seqüencial.
- El control del flux.

## Organitzacions d'estàndards
Algunes de les organitzacions d'estàndards de rellevància pels protocols de comunicació són l'Organització Internacional per l'Estandardització (International Standarization Organization, ISO), la Unió Internacional de Telecomunicacions (International Telecommmunications Union, ITU), l'Institut d'Enginyers Elèctrics i Electrònics (Institute of Electrical and Electronics Engineers, IEEE), i l'IETF (Internet Engineering Task Force). L'IETF manté els protocols en ús a Internet. L'IEEE controla molts protocols de programari i maquinari en la indústria electrònica per dispositius comercials i de consum. L'ITU és una organització per enginyers que dissenyen la xarxa commutada de telefonia pública (public switched telephone network, PSTN), a més de molts sisteme de comunicació per ràdio. Per l'electrònica militar s'utilitzen els estàndards NMEA. El consorci World Wide Web (W3C) produeix protocols i estàndards per les tecnologies web.
Les organitzacions d'estàndards internacionals són presumiblement més imparcials que les organitzacions locals amb un interes propi nacional o comercial a considerar. Les organitzacions d'estàndards també poden dedicar-se a la recerca i el desenvolupament d'estàndards del futur. A la pràctica, les organitzacions d'estàndards mencionades cooperen estretament entre elles.